# Dragon Ball Z: Budokai Tenkaichi
Dragon Ball Z: Budokai Tenkaichi, originalment llançat com Dragon Ball Z: Sparking! (ドラゴンボールZ Sparking!, Doragon Bōru Zetto Supākingu!) en el Japó, és una sèrie de videojocs de baralles basats en el manga i anime Dragon Ball d'Akira Toriyama. Cada joc va ser desenvolupat per Spike i distribuït per Namco Bandai al Japó i Atari en altres països.